# إي إن مورثي راو
إي إن مورثي راو (بالإنجليزية: A. N. Murthy Rao)‏‏ (16 يونيو 1900 في منطقة مانديا - 23 أغسطس 2003 ) كاتب من الهند.

## الجوائز
- جائزة أكاديمية شايتا  [لغات أخرى]‏[2]
- جائزة بامبا